# 16th Conference of the International Woman Suffrage Alliance
16th Conference of the International Woman Suffrage Alliance var en internationell konferens som ägde rum i Neapel i Italien 1952. Det var den sextonde internationella konferensen om kvinnors rättigheter som organiserades av International Alliance of Women. 